# Webroot
Webroot is een Amerikaans antivirussoftwarebedrijf voor consumenten en bedrijven. De hoofdzetel is gevestigd in de Verenigde Staten, met vestigingen in Australië, Frankrijk, Duitsland, Ierland, Nederland, Spanje, Japan en het Verenigd Koninkrijk. In 2010 vestigde de nieuwe Benelux-afdeling van Webroot zich in Leidschendam, Nederland. Er werken meer dan 450 mensen bij Webroot.

## Geschiedenis
Webroot werd opgericht in 1997 en in dit jaar kwam ook meteen hun eerste product uit. Steven Thomas bracht Webroot Window Washer op de markt. In 2004 richtte Webroot zijn pijlen op ondernemingen en daarom bracht het Spy Sweeper Enterprise uit. Eerder was er al het product Spy Sweeper die gericht was op de consument. Webroot Internet Security Essentials (2008) en Webroot Internet Security Complete (2010) worden geprezen voor hun bescherming tegen identiteitsdiefstal en het beschermen van creditcardgegevens. In 2011 kwam Webroot Mobile Security for Android uit. Dit programma beveiligt smartphones en tablets voor virussen in de apps.

## Overname en samenwerking
Webroot heeft in de loop der jaren bedrijven overgenomen, zoals het UK-based Email Systems en het Email Systems Scandinavia. In 2011 ging Webroot een samenwerkingsverband aan met Tech Data, een wereldwijde leverancier van ICT-producten. Webroot ondersteunt ook New York City PTA. Samen werken ze aan het voorlichten van ouders voor veilig internetgebruik door kinderen. Het bedrijf schenkt softwareproducten aan het Center for Missing and Exploited Children om de veiligheid van hun netwerken te verzekeren.

## Producten
Webroot maakt producten voor consumenten als voor bedrijven.
| Consumenten                               | Bedrijven                          |
| ----------------------------------------- | ---------------------------------- |
| Webroot Internet Security Essentials 2010 | Web Security Service               |
| Webroot AntiVirus with Spy Sweeper 2010   | E-mail Security Service            |
| Webroot Spy Sweeper 2010                  | E-mail Archiving                   |
| Webroot Window Washer 2010                | Software voor endpoint-beveiliging |

## Prijzen
In het jaar 2010 won Webroot de categorie "Messaging Product of the Year" op de Network Computing Awards. Het werd hetzelfde jaar nog tweede in de categorie "managed service provider of the year". Een jaar later won het bedrijf de prijs voor "Product of the Year". Het werd uiteindelijk ook nog driemaal tweede in andere categorieën.